# Helena Åberg

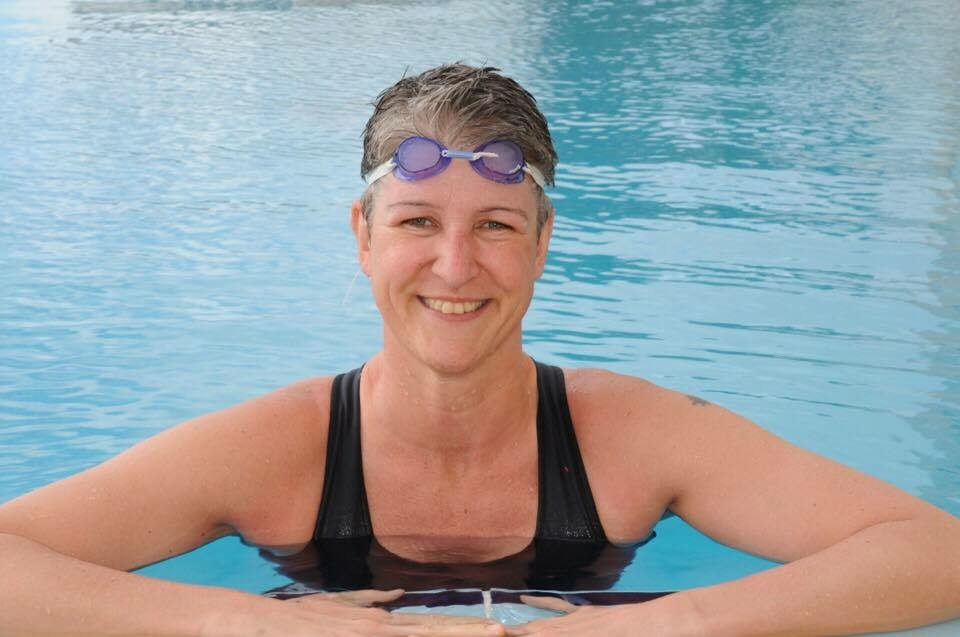
Helena Åberg

Helena Åberg (* 16. Juli 1971 in Avesta, Dalarna) ist eine schwedische Schwimmerin.

## Leben
Åberg ist Mitglied im schwedischen Schwimmverein Helsingborgs SS. An den Olympischen Sommerspielen 1988 nahm sie im Freistilschwimmen teil. Ende der 1980er outete sie sich als homosexuell.  Åberg wohnt in Helsingborg.